# Litoestratigrafía

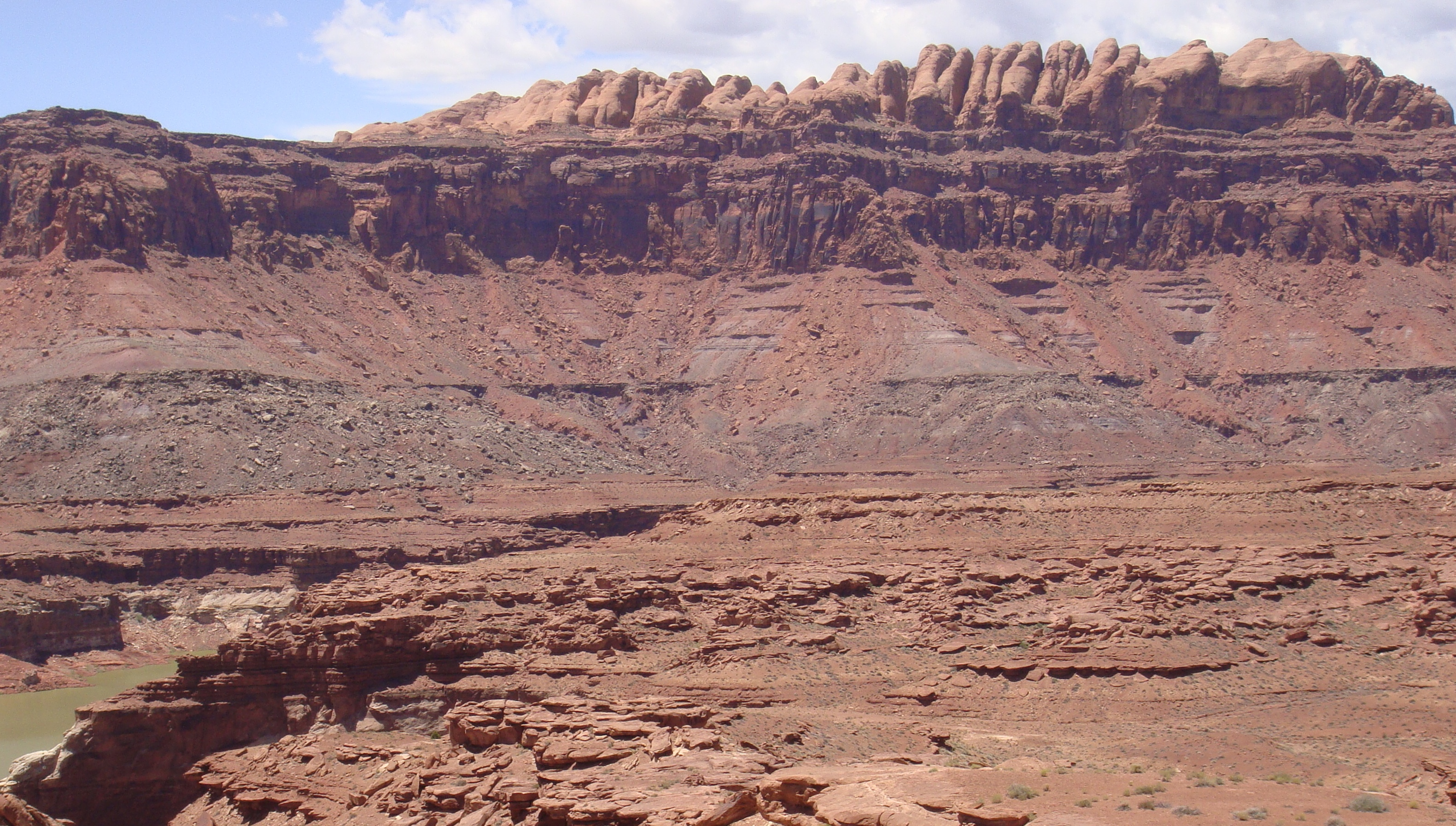
Estratos del Pérmico hasta el Jurásico en la región de la meseta del Colorado

La litoestratigrafía (del griego λίθος [líthos] 'piedra' y del latín stratus, 'estrato') es una división especializada de la estratigrafía que estudia las formaciones de los estratos de roca y su relación geométrica espacial con respecto a la estructura y composición de las rocas sin considerar los fósiles característicos. Los enfoques principales incluyen geocronología, geología comparativa y petrología. Generalmente, un estrato será ígneo o sedimentario en relación con la formación de la roca.  
La variación visible en las unidades de rocas de capas se deben a los contrastes físicos en el tipo de roca. Esta variación puede ocurrir verticalmente, oblicuamente o lateralmente como capas reflejando cambios de facies y es a través de la litoestratigrafía que ayudan a comprender como surge ciertas relaciones geométricas sobre su entorno de deposición.  

## Unidades litoestratigráfica
Una unidad estratigráfica es un volumen de roca de origen identificable y rango de edad relativo que se define por sus rasgos (facies) petrográficos, litológicos o paleontológicos distintivos y dominantes, fácilmente mapeados y reconocibles, que la caracterizan. 

## Principios de la estratigrafía
Las capas sedimentarias se depositan por deposición de sedimentos asociados con procesos de meteorización, materia orgánica en descomposición y/o por precipitación química. Las capas ígneas dependiendo de su velocidad de enfriamiento son de carácter plutónico o volcánico. Hay una serie de principios que se utiliza para explicar la apariencia del estrato:
- Principio del uniformismo o actualismo
- Principio de la superposición de estratos
- Principio de la continuidad lateral
- Principio de horizontalidad original
- Principio de la superposición faunística
- Principio de las relaciones de corte oblicuo